# Archéogéographie
 (juin 2020).
L’archéogéographie est un champ de recherches qui traite de la dynamique de l’espace dans la durée et qui contribue à étudier d’autres dimensions des objets géohistoriques que celles qui ont été faites par des champs voisins, en particulier la géographie historique, la géohistoire et l’archéologie des paysages ou encore de l'environnement[pas clair].

## Champ de recherches
L'archéogéographie est issue d’une association entre archéologie et géographie, soutenue par l'institut des Sciences humaines & sociales du CNRS à la fin des années 1990 et portée par un Groupe de recherches du CNRS de 2000 à 2007.
L’archéogéographie est une option du master Archéologies environnementales des universités de Paris I et Paris X et un cours du master Archéologie et Histoire de l'université de Rennes 2. Elle est également enseignée au sein de la licence Archéologie de l'université de Rennes 2. Enfin, elle a fait l’objet d'un enseignement annuel à l’université de Coimbra (Portugal) au niveau du master et est présentée annuellement à l’École d’Architecture de Versailles dans le cadre du Master Jardins historiques et paysages. 
Ce champ de recherches a été cartographié comme « discipline rare en statut d'observation » par le Ministère de l'Enseignement Supérieur et de la Recherche (MESR) en 2022. L'utilisation du terme de discipline employé dans la cartographie du MESR « correspond en réalité à des spécialités ou domaines d'enseignement ainsi qu'à des thématiques de recherche ».

## Gamme des emplois du terme archéogéographie
Le mot archaeogeography apparaît pour la première fois dans un rapport de recherche de l’Académie des sciences de Lituanie en 1928. Dans les années 1980, 1990 et début 2000, apparaît le terme dans divers contextes, comme une association de mots tombant sous le sens, sans justification théorique particulière. On rencontre le terme en français, en anglais, en allemand, en indonésien. Ces emplois du terme archéogéographie ne sont pas concertés bien que les auteurs soient tous d’accord sur le fait que l’étude d’un espace ancien suppose le recours aux méthodes de la géographie. Et comme cette science connaît elle-même des évolutions épistémologiques complexes, les emplois du terme composé archéogéographie sont eux-mêmes divers, les uns renvoyant à la géographie humaine allemande et française (Robert Fossier), d’autres à la géographie spatiale anglo-saxonne(Javier de Carlos Izquierdo), d’autre encore à la géographie culturelle d’inspiration française (D. Guillaud). L’ambiguïté existe cependant en raison de l’existence d’une discipline dite paléogéographie (qui est la géographie des paléontologues). La confusion est souvent faite avec la géoarchéologie (qui est une archéologie des sédiments de l’holocène). Certains se demandent donc si l’archéogéographie est vraiment un nouveau concept ou bien une façon différente d’intituler quelque chose qui existe déjà. 
En français, le terme apparaît pour la première fois, semble-t-il, chez le médiéviste Robert Fossier. En 1982, rendant compte de l’enquête de W. Janssen sur la région de l’Eifel, il écrit : « W. Janssen a examiné les phases les plus anciennes de l’évolution des habitats dans l’Eifel et ses marges : l’utilisation de toutes les méthodes conjointes de l’archéologie, de l’archéogéographie, de la paléobotanique et, naturellement, des sources de tradition permet de cerner des cellules économiques qui ne concordent pas avec les cadres administratifs ou religieux, mais où on peut suivre l’histoire du peuplement. » Il réaffirme cette voie en 2002, en donnant plus de précision sur le sens qu’il donne à l’archéogéographie : « La difficulté d'accès aux problèmes d'occupation de l'espace vient largement du caractère inapproprié des sources qui pourraient nous abreuver. Le rassemblement des écrits comportant des données de parcellaire, de surfaces, de taille, ou de limite, est loin d'être entamé […]. Les microtoponymes ? Encore faudrait-il qu'on les trouve bien fixés et anciens. L'iconographie ? Quelques gestes, quelques paysages ; mais ce sont des topoï sans réelle valeur. C'est donc l'archéologie qui sera la voie la plus sûre ; l'archéogéographie tout d'abord, c'est-à-dire la recherche, au travers des cartes, des photographies aériennes, des linéaments actuels ou anciens du paysage : des itinéraires, des parcellaires fossilisés, des habitats disparus pourront ainsi renaître. Et la fouille dégagera des remblais de bout de champ, des sillons couverts d'herbe, sans compter ces techniques d'étude du paysage végétal ancien que sont la palynologie, dendrologie, carpologie, et j'en passe. Il ne faut donc en rien désespérer de cette recherche, mais on voit bien que son caractère pluridisciplinaire, extensif, coûteux ne peut que bien difficilement être l'œuvre d'un chercheur isolé. »
En 1990, une thèse soutenue à Madrid porte le titre « L’archéogéographie, Une méthode pour l’étude de l’espace préhistorique ». Elle part de l’intérêt de l’auteur pour la géographie humaine. Constatant la diversité des études archéologiques en raison des fluctuations de la géographie elle-même, il se propose de mettre au point une méthode spécifique. Il choisit d’appeler « méthode archéogéographique » l’étude de l’espace archéologique. Son but, cependant, n’est pas de réviser tous les champs thématiques de l’archéologie spatiale mais de formuler une proposition neuve, l’archéogéographie. Il ne voit pas de différences de méthode entre l’archéogéographie et l’archéologie spatiale, mais une différence d’utilisation de la méthode. Le champ d’application est l’analyse de l’appropriation des ressources par une communauté préhistorique.
Les publications issues d’un programme de recherches de l’IRD portant sur Sumatra emploient le terme à partir de 2003. L’archéogéographie y est définie comme l’articulation entre les reconstitutions scientifiques que les archéologues peuvent faire du passé et les perceptions qu’en ont les populations actuelles. Cette méthode conduit à des résultats intéressants pour comprendre la territorialité actuelle des populations, en raison de son ancrage dans le temps. L’archéogéographie est ici comprise comme l’application au passé des principes de la géographie culturelle. C’est une conception qui se situe à la rencontre de l’archéologie et de la géographie, mais aussi de l’anthropologie. Elle est résolument tournée vers le présent, comme l’écrit Dominique Guillaud : « Par une démarche novatrice, l’archéogéographie, en mettant en regard approche scientifique et pratiques des populations, confère à l’archéologie une dimension actualiste qui la met directement en prise sur les questions de développement ».
Le mot composé anglais archaeogeography est employé en 1996 par James Q. Jacobs. Il est un des mots clés d’une thèse sur les Maya dans la région du Belize. Ensuite, il est utilisé par le projet ArchAtlas de l’Université de Sheffield, dans l’intitulé d’un atelier tenu en 2007. Il est également revendiqué par les participants du Projet Phoenix de l’Université de Nottingham, où il est une importation des chercheurs de l’UMR 7041 du CNRS qui y participent, Margareta Tengberg, Jérémie Schiettecatte, Jessica Giraud, Claire Delhon, Carl Phillips, Julien Charbonnier.
Le mot archéogéographie est choisi en 2003 par les chercheurs qui œuvrent dans le groupe de recherches du CNRS Tesora (2000-2007) pour nommer le champ scientifique qu’ils se proposent d’installer, sans connaissance des acceptions précédentes mais en lien avec un enseignement dispensé en archéologie environnementale à Paris I-Sorbonne-Paris X. Cette conception de l’archéogéographie fait l’objet d’une publication en forme de manifeste dans la revue Études rurales en 2003. Préférant ne pas employer les mots ou expressions de géohistoire, archéologie du paysage, archéologie de l’environnement, archéologie de l’espace, , etc., en raison des trop fortes implications théoriques qu’ils comportent, ces chercheurs optent pour le mot composé archéogéographie, en raison des deux socles disciplinaires qui sont à la base de leur construction, la géographie et l’archéologie, dont l’alliance, dans les années 1980 et 1990 a été le ferment d’un profond renouvellement des problématiques. Mais ils sont conscients que ce mot ne résume pas toutes les dimensions. Cette forme d’archéogéographie se conçoit à un double niveau. Elle est d’abord une archéologie du savoir géohistorique, nettement orientée vers le constat de la crise et de la recomposition des objets. De façon plus restreinte ensuite, elle est une discipline émergente qui porte son attention à la dynamique des planimétries.
C’est cette conception de l’archégéographie qui est développée dans la suite de cet article en raison de son degré de développement. En effet, elle a déjà donné lieu à la soutenance de 5 thèses, la publication de trois essais ou synthèses, de deux volumes de la revue Études rurales, de chroniques, de nombreux ouvrages et articles. Le premier colloque d’archéogéographie s’est déroulé en septembre 2007 à Paris. La discipline est enseignée en France et au Portugal. Elle est une dimension présente dans les programmes de recherche du Centre d’Études Archéologiques des Universités de Coimbra et de Porto (CEAUCP).  

## Constat de la crise des objets (archéologie du savoir géohistorique)
Dans le champ des disciplines situées à la rencontre de l’histoire, de la géographie, de l’archéologie, de l’anthropologie et de l’écologie, de très nombreux travaux installent l’idée que les objets issus de la géographie historique, de la géohistoire, de l’archéologie du paysage entrent en crise parce qu’ils sont trop marqués par les conditions de leur élaboration. Ces objets, ce sont les modèles de formes et de fonctions comme les typologies agraires, la notion de ville, la métrologie historique, le grand domaine, la cité antique, le territoire, la paroisse médiévale ; des paradigmes comme l’universalité de la centuriation romaine, la naissance du village au haut Moyen Âge, la régression géométrique et l’absence de planification au Moyen Âge ; des outils de caractérisation des phénomènes, comme la notion de culture en archéologie, celle de révolution en histoire du paysage, en agronomie, archéologie, celle de période académique, , etc.
L’ensemble de ces objets, concepts et paradigmes connaît des critiques serrées et radicales. Ce qui est en cause, ce sont les glissements de sens, décalages, amplifications et autres polémisations dont les objets ont été le lieu à plusieurs étapes de la Modernité. On en fait le constat de toutes parts, bien au-delà du cercle des archéogéographes proprement dit, qu’il s’agisse de l’origine des idées sur le grand domaine antique, du réexamen du sens réel de la jachère, de l’usage polémique du paysage dans la construction des États-Nations, de l’origine des idées de centralité en économie, de la conception exceptionnaliste de l’histoire.
L’archéogéographie se situe dans ce vaste mouvement de réexamen, mais en proposant, dans le domaine de la dynamique des espaces, la généralisation du constat de crise et l’étude de ses conséquences. Les travaux des archéogéographes montrent que l’élaboration des objets connaît trois biais épistémologiques majeurs : l’effet du nationalisme des XIXe-XXe s. sur la conception des objets antiques, médiévaux et modernes (nationalisme méthodologique) ; l’effet de la coupure entre nature et culture (naturalisme méthodologique) ; enfin, l’effet des périodisations des historiens sur la compréhension des diverses dynamiques (historicisme méthodologique).
Les véhicules de cette crise sont de deux sortes. D’une part la rénovation de l’histoire des formes entreprise depuis plus de vingt-cinq ans à partir d’objets surdéterminés comme la centuriation romaine, l’openfield médiéval, le bocage, le réseau routier romain, , etc., a conduit les chercheurs à commencer à suggérer ce que devait être une géographie des formes anciennes. D’autre part l’explosion de l’information issue de l’archéologie préventive a placé les archéologues devant la nécessité de penser l’espace et de se donner des outils, empruntés à la géographie spatiale ou spatialiste. Ces deux voies héritaient aussi de traditions régionales : tradition méditerranéenne de topographie historique et d’étude des formes ; tradition anglo-saxonne de modélisation et d’étude des réseaux. 
L’archéogéographie commence donc par une archéologie du savoir, au sens que Michel Foucault donnait à cette expression. Elle participe à la rénovation des objets du passé historique, à côté d’autres disciplines comme l’archéologie spatiale ou archéologie des réseaux, la chrono-chorématique urbaine, la géo-anthropologie culturelle ou sociale, l’écologie du paysage et les sciences du paléo-environnement.

## L’étude des effets de la transmission et de la transformation des objets
Une phrase peut résumer le propos de l’archéogéographie : avant d’atteindre éventuellement l’objet ancien restitué dans sa forme et ses fonctions historiques, il faut désormais passer un temps grandissant à étudier les conditions de sa transmission jusqu’à nous. Autrement dit on étudie moins ce que les choses ont été, parce que cet objectif paraît de plus en plus délicat à atteindre, que ce que les choses sont devenues. Sur ce terrain, les réflexions des archéogéographes rejoignent celles que certains archéologues commencent à produire, lorsqu’ils observent que l’archéologie devrait plus porter sur la mémoire que sur l’histoire. 
L’archéogéographie explique, par exemple, que la forme quasi parfaite d’une centuriation « romaine » visible sur une carte italienne d’Émilie-Romagne, de Vénétie ou de Campanie n’est pas, comme on le disait encore il y a peu, l’effet d’une remarquable conservation, mais l’effet d’une construction de l’objet dans la durée. Exploitant ce paradoxe, les archéogéographes disent que la centuriation est autant un objet médiéval, moderne et contemporain qu’un objet antique. 
Les travaux des archéogéographes ont donc largement porté sur la transmission et la transformation des objets planimétriques dans la durée. Des thèses ont élaboré une réflexion sur la temporalité de la transmission, sur l’auto-organisation des formes dans la durée. Le principe de cette transmission est aujourd’hui acquis, mais la poursuite des travaux devrait en diversifier les modalités. 

## Les planifications agraires historiques
D’importants travaux ont été conduits sur les planifications historiques, afin de réexaminer le déséquilibre de la connaissance selon lequel la planification agraire était générale à l’époque romaine et quasi inexistante pour les autres périodes dans les pays du cœur de l’Europe. Les travaux ont conduit à trois évolutions majeures des connaissances, parfaitement synchrones les unes des autres.
Une évolution a été de recomposer la centuriation romaine en en faisant moins l’outil de définition du territoire de la cité antique, comme c’était le cas dans des thèses classiques aujourd’hui dépassées sur ce point, que l’outil privilégié d’une politique d’assignation. Un phénomène particulier comme l’assignation sur un territoire autre que celui de la cité d’inscription des colons a été mis au jour. De même on a mieux compris la question des superpositions ou imbrications de trames quadrillées.
Une autre a été d’engager une critique des travaux morphologiques sur la centuriation romaine. Dans les années 1970-1980, les travaux du groupe de Besançon ont été, sur ce point, décisifs pour rappeler les paramètres d’une centuriation.
Une autre encore a été de qualifier d’autres formes de planification, préromaines ou médiévales et modernes, planifications qui avaient quelquefois été interprétées comme étant des centuriations, tant le modèle romain constitue un fétiche. C’est ainsi que de nombreuses planifications agraires médiévales ont été définies, que leur modèle est en cours d’élaboration à partir d’enquêtes régionales. Un cadre général d’interprétation a été suggéré. Cette recherche bute cependant sur diverses critiques qui lui sont régulièrement adressées. On continue quelquefois à rejeter l’idée que la planification puisse avoir existé dans les vieilles monarchies de l’Europe médiévale, préférant les limiter aux terrains de la Reconquête ibérique et de l’(en) Colonisation germanique de l'Europe orientale. Pour les archéogéographes, cette réserve signifie que le travail d’archéologie du savoir n’est pas encore engagé ou suffisant.

## Une refonte du rapport entre le passé et le présent
La conception nationale, identitaire, naturaliste et historiciste des objets géohistoriques, parce qu’elle attribuait les objets à des périodes bien précises, ne pouvait aboutir qu’à une conception patrimoniale stricte. Les objets révolus étaient comme enfermés dans leur passé. Le passé se trouvait ainsi détaché, incapable d’apporter la moindre connaissance pour l’aménagement. 
L’archéogéographie, parce qu’elle préfère montrer que la transmission se produit précisément lorsqu’il y a eu transformation, restitue au passé sa place dans la dynamique et constitue ainsi une des sources de la connaissance pour l’aménagement. Mais en installant les termes d’une histoire des changements autant que des permanences et non pas un cadre géographique quasi immobile comme dans la formalisation géohistorique de Fernand Braudel ou Charles Higounet, les archéogéographes évitent le risque du présentisme et justifient les changements sociaux. 
Des travaux expérimentaux ont montré combien une analyse de la dynamique des formes pouvait apporter d’informations à des questions actuelles apparemment sans lien avec le passé patrimonial, mais en réalité profondément marquées par les héritages : plans de prévention des inondations, aménagement fonciers, urbanisme, , etc.

## La difficile rénovation de l’histoire du paysage
La situation qui vient d’être décrite explique une des difficultés majeures du moment, à savoir la difficulté d’écrire une histoire du paysage. On aura remarqué que le genre est délaissé depuis les grandes synthèses des années 1970. Diverses raisons se conjuguent pour l’expliquer. La plus importante est le fait que l’écriture de ce genre d’histoire supposait l’emploi de termes à niveau constant, à commencer par les plus importants. Le terme et la notion de paysage, on le sait, sont une invention de la Renaissance. Or pour parler de paysage à l’époque romaine ou médiévale, quand on sait que ces sociétés ignoraient et le mot et la notion, il faut en préalable accepter de nommer paysage, non pas la représentation moderne (le paysage conçu comme la représentation esthétique d’une portion d’espace), mais la seule matérialité qui en fournit le support (le paysage des géographes ou des écologues), ou bien encore de transférer aux périodes prémodernes la conception moderne et duale du paysage (matérialités et représentations). Cet exemple montre — c’est un problème classique très bien traité par l’épistémologie de l’histoire — qu’il y a nécessité à penser les termes d’une histoire qui ne s’écrirait pas à niveau constant.
Or cette évolution supposerait qu’on soit capable d’écrire sur l’espace-temps antique avec les mots et les outils intellectuels de cette époque, quand on les connaît, et qu’on fasse de même pour d’autres lieux et pour d’autres temps, c’est-à-dire qu’on change le sens des mots, des notions, et donc les paradigmes en cours d’exposé de l’histoire. Il y a là une aporie qui explique les difficultés actuelles et qui dessine une des limites du projet archéogéographique. 
Pour les dépasser et contribuer à une nouvelle synthèse, les archéogéographes participent à cette réflexion en complétant la gamme des spatiotemporalités, en inventant des scénarios (rétrospectifs), en réhybridant les faits de nature et les faits de sociétés, en réfléchissant au caractère particulier de tous les documents. 

## Critiques des historiens et des archéologues
La recension des critiques offre beaucoup d’intérêt car elle dessine les lignes de tensions et de fractures où il peut être intéressant de situer la recherche. Plusieurs critiques, émanant d’historiens et d’archéologues, ont été formulées.
Une critique porte sur le recours à la théorisation et la construction d’objets nouveaux. Pour certains chercheurs, il n’est pas nécessaire de définir des concepts nouveaux puisque la géographie humaine l’a fait et que le paysage est une notion claire. L’apparition de mots nouveaux ne réussirait pas, pour autant, à installer des objets nouveaux (Aline Durand). Ces chercheurs pensent que le concept de paysage, qui est clair, doit garder ses racines rurales, qu’il existe donc un fonds invariable et que ce n’est pas parce qu’on change de focale ou d’échelle qu’on a changé d’objet. Aline Durand écrit : « La perception des objets reflète celle des lunettes que l’on chausse pour les regarder : ce n’est pas parce qu’on change la monture ou la correction que l’on change intrinsèquement d’objet ; simplement, une des facettes, demeurée dans l’ombre, apparaît en pleine lumière ». Ces chercheurs pensent que l’archéogéographie, parmi d’autres tendances qui font de même en déplaçant inutilement les frontières et les mots, pratique un « nominalisme des objets » (l’expression est d’Aline Durand). Ils appellent à une harmonisation, mais sans creuser jusqu’au substrat, c’est-à-dire sans remettre en cause la dette qu’on doit avoir envers les visionnaires que sont André Déléage, Raymond Chevallier, Roger Agache, Georges Bertrand, Charles Higounet, Robert Fossier.
Une autre critique porte sur l’emploi du concept d’auto-organisation pour rendre compte de certaines dynamiques des paysages et des planimétries. Benoît Cursente et Mireille Mousnier écrivent : « Il est vrai que l’air du temps pousse à privilégier aujourd’hui l’auto-organisation comme processus d’évolution dominant les formes paysagères. [...] On se trouve donc en présence de deux approches et de deux visions : d’un côté un espace auto-organisé indépendamment de la volonté et de la conscience des habitants ; de l’autre côté un espace organisé par les différents pouvoirs conjointement avec l’ensemble des acteurs sociaux. Il est clair que notre ouvrage se situe dans cette seconde mouvance, tout en veillant à laisser grandes ouvertes les voies du dialogue scientifique. » Les archéogéographes répondent que ce n’est pas la bonne façon de poser le problème puisqu’une planification agraire historique, dès lors qu’elle est implantée sur le terrain, connaît obligatoirement une évolution de type auto-organisée sans laquelle elle ne serait pas perceptible de nos jours.
Enfin, tout en reconnaissant les avancées auxquelles il contribue d’ailleurs lui-même, Jean-Loup Abbé a posé la question de la possibilité de lecture d’une forme à travers l’héritage que les documents actuels en donnent, ce qui est une démarche de nature archéogéographique, et il a mis en doute la possibilité de lire la métrologie médiévale à partir de mesures du plan cadastral napoléonien. 